# Johnny Carey
John Joseph Carey (* 23. Februar 1919 in Dublin; † 23. August 1995 in Macclesfield) war ein irischer Fußballspieler, Fußballtrainer und Soldat im Zweiten Weltkrieg.

## Leben und Karriere

### Spielerkarriere

#### Frühe Jahre
Als Jugendlicher spielte Carey für Home Farm. Im Jahr 1936 unterschrieb der Ire einen Vertrag bei St James’s Gate. Nach nur zwei Monaten in der ersten irischen Liga wurde er von Manchester United gescoutet und verpflichtet. Im November 1936 bekam er seinen Vertrag bei den Red Devils. Für die damalige irische Rekordsumme von umgerechnet 370 € kam er nach England. Sein Debüt gab er als linker Mittelfeldspieler gegen den FC Southampton am 23. September 1937. Carey gehörte zu der Mannschaft, welche den ersten Meistertitel mit den Red Devils holte.

#### Zweiter Weltkrieg
Während des Zweiten Weltkriegs diente Carey in der Britischen Armee. Er spielte während dieser Zeit Fußball als Gastspieler beim FC Liverpool und dem FC Everton. Als er aufgrund der Kriegsereignisse nach Italien musste, spielte er dort bei verschiedenen italienischen Klubs unter dem Decknamen Cario. Nachdem er wieder nach England zurückgekehrt war, bekam er Angebote aus Italien. Dennoch ging Carey danach wieder zurück zu Manchester United.

#### Rückkehr zu Manchester United
Nach seiner Rückkehr wurde er als Mittelfeldspieler und Verteidiger eingesetzt. Er wurde sogar Kapitän unter Trainer Sir Matt Busby. Der Ire wurde zu dieser Zeit englischer Pokalsieger und wurde 1952 englischer Meister. Carey spielte insgesamt 304 Ligaspiele für die Red Devils und erzielte 17 Tore. Außerdem spielte er 38-mal im Pokal und erzielte ein Tor.

#### Internationale Auftritte
Als Carey seine internationale Karriere begann, gab es zwei verschiedene irische Fußballnationalmannschaften. Beide Auswahlen (die der IFA aus Nordirland, die andere aus der Republik Irland) holten ihn in ihre Teams. Insgesamt spielte er von 1937 bis 1953 29-mal für die Republik Irland, bei drei Treffern, und von 1946 bis 1949 neunmal für Nordirland. 1947 spielte er für eine europäische Auswahl.

### Trainerkarriere
1953 beendete der Ire seine aktive Laufbahn. Im Jahr 1953, sofort nach seinem Karriereende, wurde er von den Blackburn Rovers als Trainer verpflichtet. Er schaffte mit den Rovers den Aufstieg in die erste Liga. Neben seinem Trainerjob in Blackburn war er von 1955 bis 1967 Trainer der irischen Fußballnationalmannschaft. Von 1958 bis 1961 war er Trainer des FC Everton. Der nächste Verein, den er trainierte, war Leyton Orient. Von 1963 bis 1968 war er Trainer von Nottingham Forest. Sein letzter Verein, bei dem er Trainer war, waren wieder die Blackburn Rovers von 1970 bis 1971. Am 23. August 1995 starb der irische Internationale im Alter von 76 Jahren.

## Statistik

### Erfolge

#### Erfolge als Spieler
Manchester United
- Englischer Pokalsieger: 1947/48
- Englischer Meister: 1951/52

#### Erfolge als Trainer
- Aufstieg mit den Blackburn Rovers (1958) und Leyton Orient (1962) in die erste englische Liga

## Auszeichnungen
- 1948 Englands Fußballer des Jahres (als erster Nicht-Engländer)

| Personendaten    | Personendaten                           |
| ---------------- | --------------------------------------- |
| NAME             | Carey, Johnny                           |
| ALTERNATIVNAMEN  | Carey, John Joseph (vollständiger Name) |
| KURZBESCHREIBUNG | irischer Fußballspieler und -trainer    |
| GEBURTSDATUM     | 23. Februar 1919                        |
| GEBURTSORT       | Dublin, Irland                          |
| STERBEDATUM      | 23. August 1995                         |
| STERBEORT        | Macclesfield, England                   |